# Vicente Ibáñez García de Lara

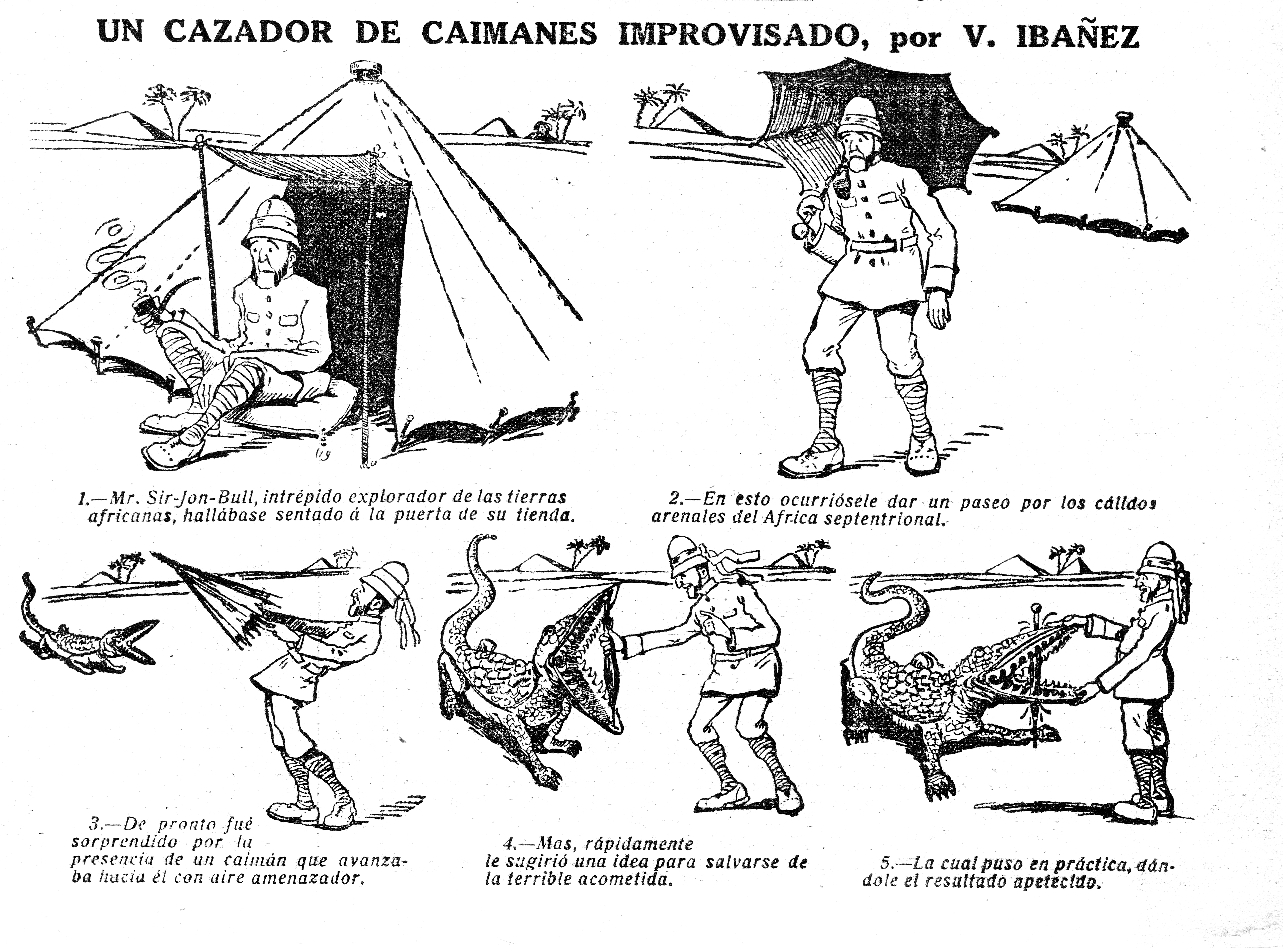
Un Cazador de Caimanes improvisado. Nuevo Mundo 1913

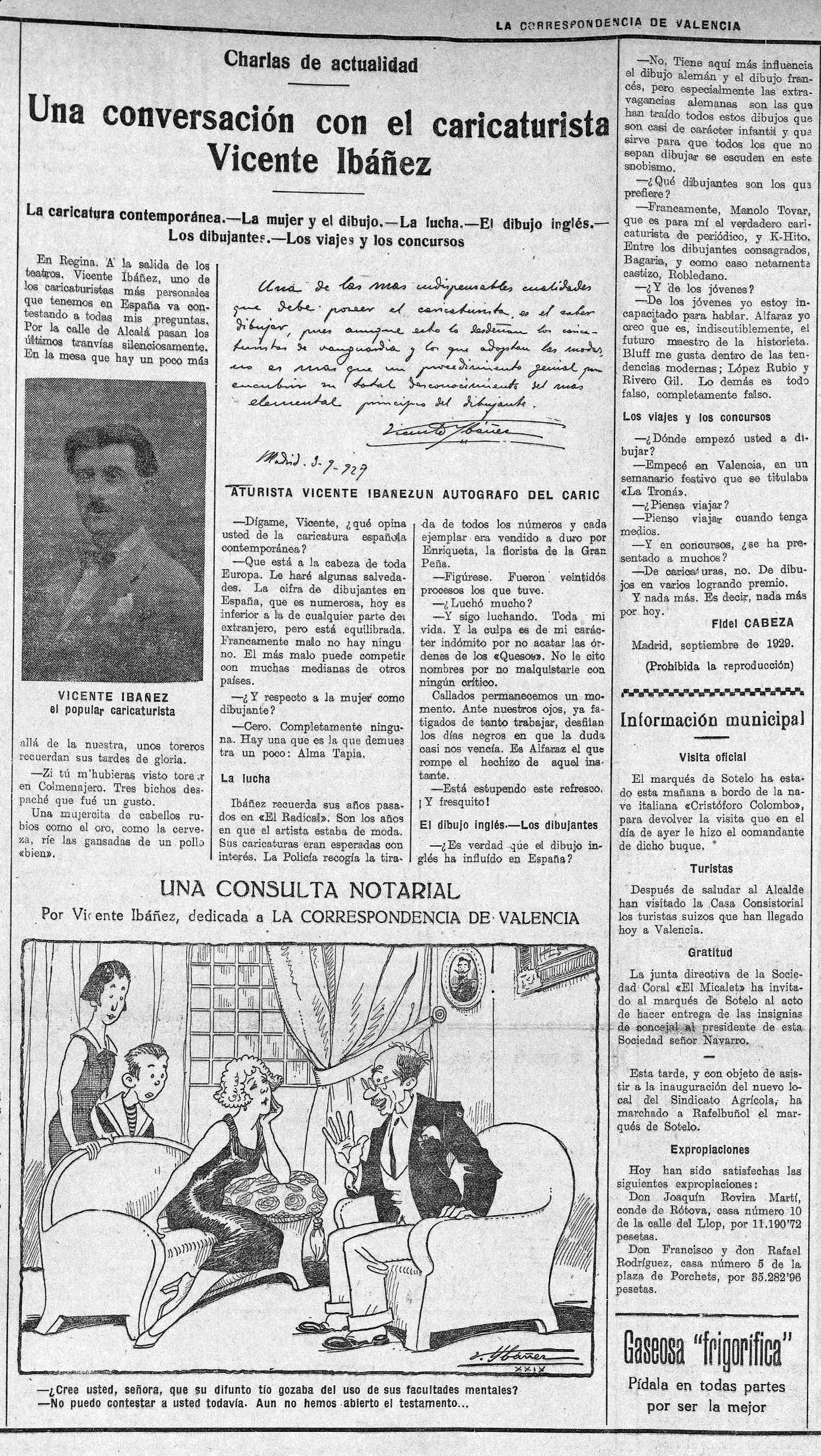
Entrevista a Vicente Ibáñez.
La Correspondencia de Valencia 24-09-1929

Vicente Ibáñez y García de Lara (Valencia, 20 de septiembre de 1886-Madrid, 16 de octubre de 1975), fue un dibujante, ilustrador, pintor y grafista español.

## Biografía
Cursó sus primeros estudios artísticos en la Escuela de Bellas Artes de San Carlos, en Valencia. Sus primeros trabajos publicados en 1904, a la edad de 17 años, vieron la luz en diversas publicaciones valencianas de corte político-humorístico como La Troná, La Bata Blanca o el diario El Radical, usando para aquellos primeros trabajos el seudónimo de Zig-Zag.
En 1906 se trasladó a Madrid, en ese momento capital cultural española en plena transformación, fijando allí su residencia e ingresando en la Academia de Artes de San Fernando con el fin de completar sus estudios artísticos, al tiempo que visitaba asiduamente el estudio de Joaquín Sorolla, valenciano como él.

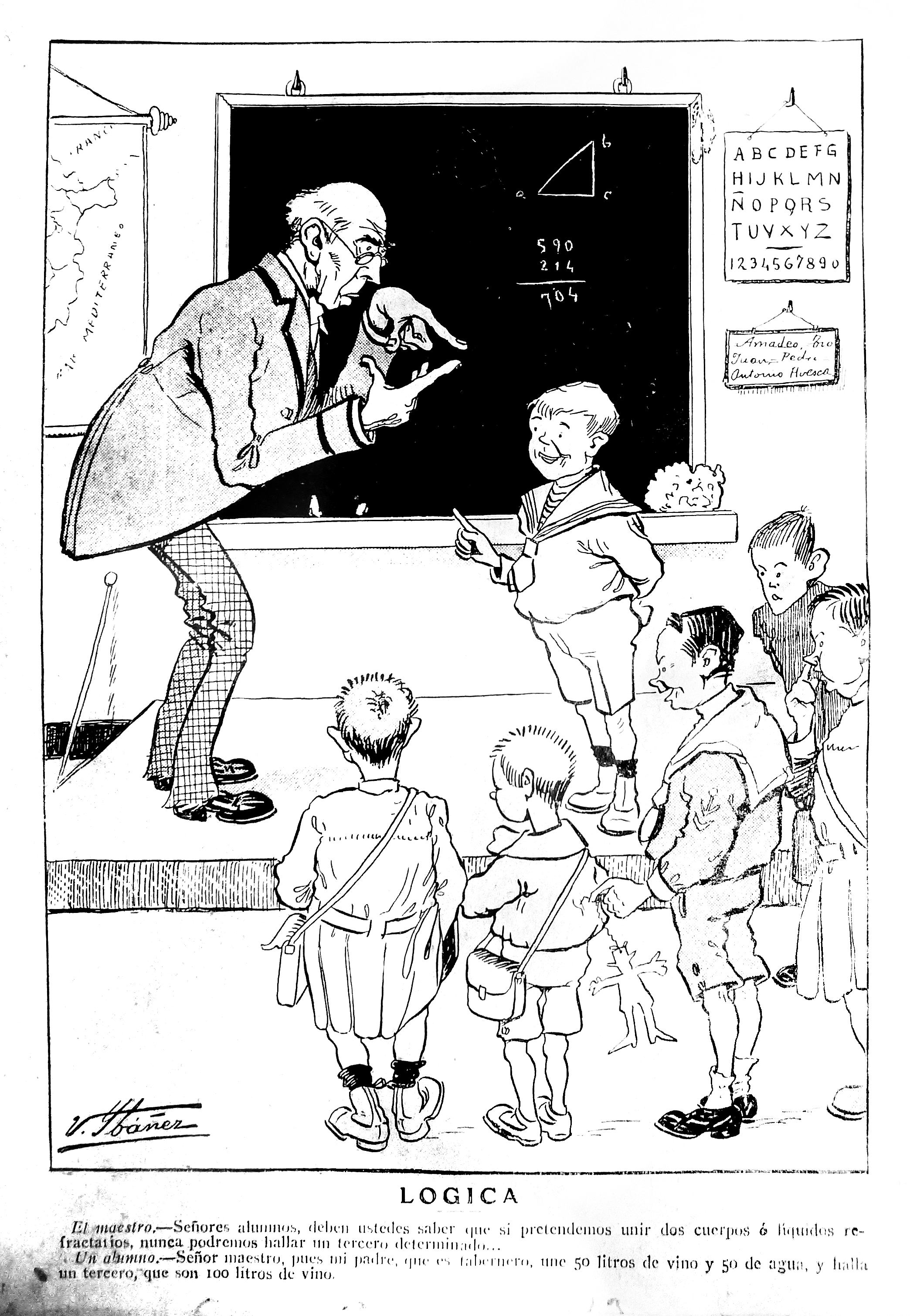
Ilustración interior - Blanco y Negro 19/01/1913 (Madrid)

Una vez instalado en Madrid colaboró en periódicos como España Nueva, El Intransigente, El Sol, La Tribuna, El Liberal, La Correspondencia Militar, El Debate, El Imparcial y ABC, así como también en revistas y semanarios como Blanco y Negro, Nuevo Mundo, Mundo Gráfico, La Esfera, Mi Revista, Por esos Mundos, Alrededor del Mundo, Arte Taurino, A los Toros (donde firmaba como Don Nicasio), La Lidia, Toros y Toreros, Los Contemporáneos, El Cuento Decenal, El Mortero, Armas y Deportes (publicación en la que ejerció como Director Artístico y Maquetador durante diez años), La Ilustración Financiera, Madrid Cómico, Actividad Financiera, La Novela de Bolsillo, Los poetas, Buen Humor, La Risa, Alegría, Los Muchachos y El Crimen de Hoy.

La primera familia, 1915.
Museo Nacional de Cerámica y Artes Suntuarias de Valencia

Participó en numerosas exposiciones de pintura y en los Salones de Humoristas, y desde el año 1961 en la Galería de Humoristas organizadas por Manuel González Martí Folchi ilustrador y fundador del Museo de Cerámica y Artes Suntuarias de Valencia; y en Exposiciones Nacionales de Bellas Artes en las que obtuvo diversas Menciones, Premios y Medallas en los años 1910, 1914, 1930, 1932 y 1955.
Simultáneamente a su labor como Ilustrador destacó en su faceta de cartelista, obteniendo varios premios en diferentes concursos, entre ellos el de la Asociación de la Prensa de San Sebastián (para anunciar la inauguración de la nueva Plaza de Toros de la capital) o los Carteles anunciadores del Carnaval de Madrid de los años 1935 y 1936 convocados por el Ayuntamiento de la capital.

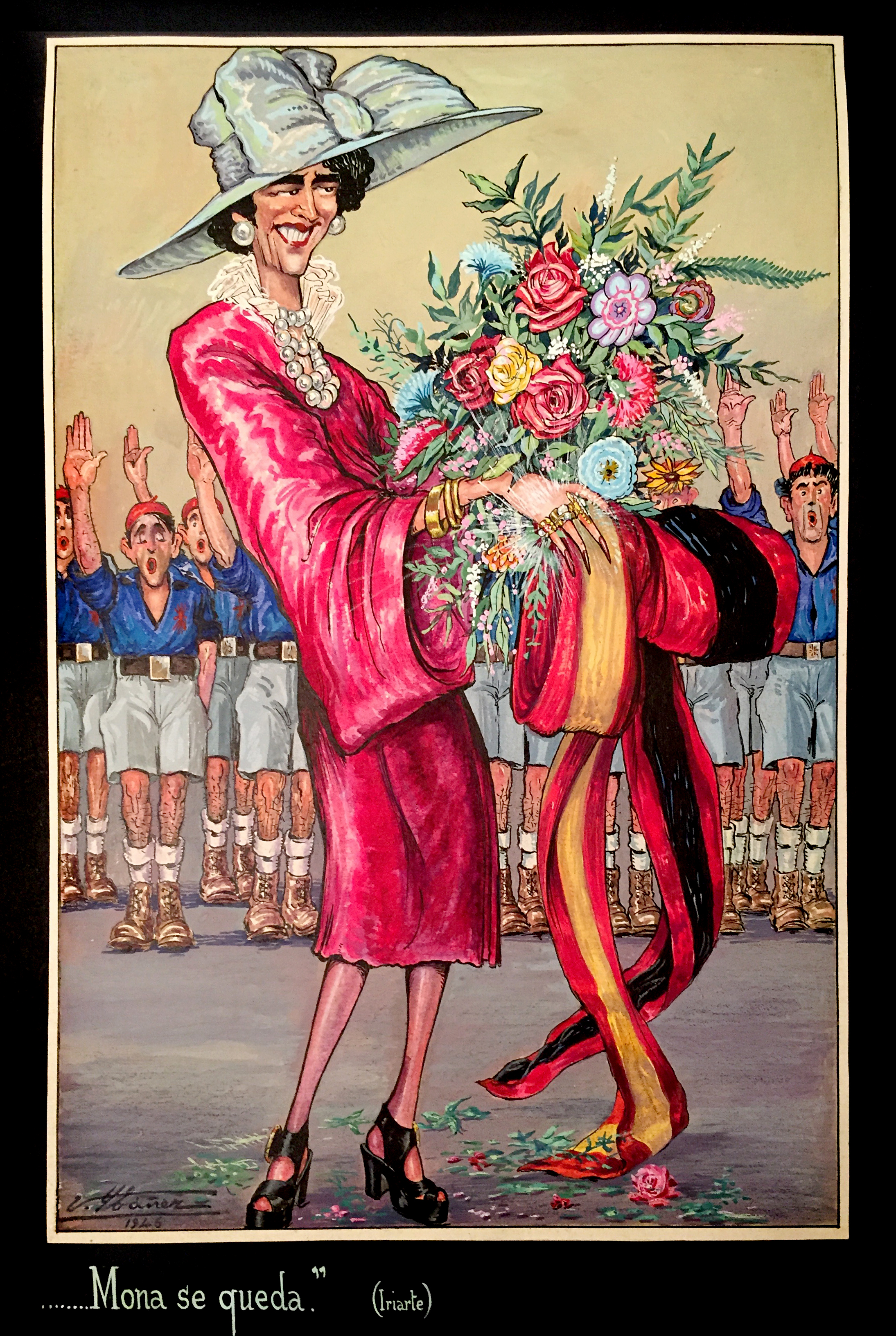
Mona se queda. 1944
Ilustración inédita. Colección de la Familia Ibáñez.

Su colaboración con editoriales como Editorial Bruno del Amo, Editorial Reus y Editorial Castro fue muy activa. Decoró el desaparecido Café de Madrid y realizó numerosos trabajos (de gran minuciosidad y maestría) de Heráldica que le aportaron una importante base económica para sacar adelante a su familia (Casado con María del Carmen Crouselles Blanco en 1928 tuvo cinco hijos: Enriqueta, Carmen, Adela, Pilar y Vicente).
Trabajó como Director Artístico para la empresa anunciadora Los Tiroleses dedicada en gran escala a la dirección artística de diversos talleres de artes gráficas, entre los que destacaban los de Fotograbado de Adolfo Durá y los grandes talleres de tipografía madrileños de Antonio Marzo. Tras la Guerra Civil y sobre todo, a partir de los años cincuenta del pasado siglo, y a pesar no abandonar nunca su actividad artística, abrió en Madrid un taller de recauchutados, Recauchutados ¡Zas!, en la calle Alberto Aguilera, que le aseguró un discreto sustento hasta su jubilación. Eso no fue excusa para que no siguiesen apareciendo sus trabajos en los Almanaques Agroman (antologías humorísticas editadas desde el año 1946 al 1986 en las que se daban cita los humoristas más reconocidos de España).
Una de sus últimas obras editadas como ilustrador fue Contes del Plá i de la Muntany, de la Valencia del Segle XIX editado en 1965 por la Diputación de Valencia, bajo la dirección de su querido amigo Manuel González Martí, en el que se recopilaban cuentos tradicionales valencianos. Este trabajo lo realizó en unas condiciones físicas muy mermadas ya que al final de su vida padeció problemas graves de visión.
De afiliación Republicana Radical (partido fundado por Alejandro Lerroux en 1908), Ibáñez fue procesado numerosas veces por injurias a la Iglesia y a la Corona, y aunque nunca renunció a su republicanismo tuvo que suavizar su posición cuando el bando sublevado se alzó contra la Segunda República (desembocando posteriormente en la Guerra Civil), y rechazando con acierto un cargo de Gobernador Provincial para el que fue elegido, recluyéndose en su casa de la calle San Hermenegildo de Madrid, muy cerca del frente. Su republicanismo estaba influenciado desde los tiempos en los que vivía en Valencia por Vicente Blasco Ibáñez familiar del artista y con el que guardaba un parecido físico notable.